# Joseph Cotten
Joseph Cheshire Cotten (Petersburg, Virginia, 15 mei 1905 - Westwood, Californië, 6 februari 1994) was een Amerikaans film- en toneelacteur, vooral bekend om zijn vele samenwerkingen met Orson Welles, waaronder Citizen Kane en The Third Man.
Na te zijn afgestudeerd aan de Hickman School of Expression te Washington D.C. werkte hij als advertentieverkoper en theatercriticus voor de Miami Herald. Later werkte hij ook als toneelacteur. In 1930 werd hij door David Belasco naar Broadway gehaald, waar hij eerst te werk ging als doublure en regieassistent, later ook als acteur. Hij werd vrienden met Orson Welles en in 1937 werd hij lid van zijn Mercury Theatre, waar onder andere ook Agnes Moorehead lid van was. Met het Mercury Theatre speelde hij onder andere in Julius Caesar en Shoemaker's Holiday, en in Welles' eerste korte film, Too Much Johnson uit 1938. In 1939 verliet hij het Mercury Theatre kortstondig en keerde hij terug naar Broadway, waar hij naast Katharine Hepburn speelde in het stuk The Philadelphia Story.
In 1941 maakte hij zijn filmdebuut als Jed Leland in Citizen Kane van Welles, die een contract had getekend bij RKO. Met Welles maakte hij nog verscheidene andere films, waaronder The Magnificent Ambersons uit 1942. Ze speelden samen en schreven samen het script voor Journey Into Fear (1943), en speelden naast elkaar in The Third Man van Carol Reed uit 1949. De twee bleven vrienden tot de dood van Welles in '85.
In de jaren veertig en begin van de jaren vijftig speelde hij grote rollen in verscheidene films. Zo speelde hij in verscheidene thrillers en films noirs, waaronder een seriemoordenaar in Shadow of a Doubt van Alfred Hitchcock uit 1943, maar speelde hij ook hoofdrollen in romantische films. Voor zijn rol in Portrait of Jennie van David O. Selznick uit 1948 kreeg hij een prijs voor Beste Acteur op het Filmfestival van Venetië. Gedurende de jaren vijftig speelde hij in mindere filmrollen. Hij was wel succesvol op televisie. Zo was hij onder andere regelmatig te zien in de serie "Alfred Hitchcock Presents" en speelde hij vanaf 1956 in de serie "On Trial", waarvan later de naam werd veranderd in "The Joseph Cotten Show". In 1958 had hij een cameo in Touch of Evil van Welles.
Zijn autobiografie Vanity Will Get You Somewhere verscheen in 1987.
Cotten stierf in 1994 op 88-jarige leeftijd aan een longontsteking.
Cotten is tweemaal getrouwd geweest, met Lenore Kipp van 1931 tot haar dood in 1960, en met actrice Patricia Medina van 1960 tot zijn dood in 1994.

## Filmografie (selectie)
- Citizen Kane (1941)
- Lydia (1941)
- The Magnificent Ambersons (1942)
- Journey into Fear (1943)
- Shadow of a Doubt (1943)
- Gaslight (1944)
- Since You Went Away (1944)
- I'll Be Seeing You (1944)
- Love Letters (1945)
- Duel in the Sun (1946)
- The Farmer's Daughter (1947)
- Portrait of Jennie (1948)
- The Third Man (1949)
- Under Capricorn (1949)
- Beyond the Forest (1949)
- September Affair (1950)
- The Man with a Cloak (1951)
- Niagara (1953)
- The Killer Is Loose (1956)
- From the Earth to the Moon (1958)
- The Angel Wore Red (1960)
- The Last Sunset (1961)
- Hush... Hush, Sweet Charlotte (1964)
- The Great Sioux Massacre (1965)
- The Oscar (1966)
- Tora! Tora! Tora!
- The Abominable Dr. Phibes (1971)
- La Figlia di Frankenstein (1971)
- Soylent Green (1973)
- Airport '77 (1977)
- The Hearse (1980)